# Grillabach
Der Grillabach ist ein Fließgewässer in den Stadtgebieten von Freyung und Waldkirchen im niederbayerischen Landkreis Freyung-Grafenau.

## Geographie

### Verlauf
Der Grillabach entspringt auf 624 m ü. NHN am südsüdöstlichen Stadtrand von Freyung neben der Ilztalbahn. Von dort fließt er vorbei an Grillaberg, einem Ortsteil von Freyung, in südsüdöstlicher Richtung weitgehend parallel zur Staatsstraße St 2132 und wechselt dabei in seinem bald tief eingegrabenen Tal zwischen Waldgipfeln aufs Stadtgebiet von Waldkirchen über. Er schwenkt darin westlich von Wotzmannsreut auf südwestliche Laufrichtung und mündet dann südöstlich von Appmannsberg nach seinem 9,1 km langen Weg auf 454 m ü. NHN von rechts in den Osterbach.

### Zuflüsse
Von der Quelle zur Mündung. Auswahl der direkten Zuflüsse.
- Atzesberger Bach, von links auf 519 m ü. NHN bei Freyung-Grillaberg
- Erlenbach, von rechts auf 508 m ü. NHN gegenüber Waldkirchen-Werenain
- Schinderbach, von links auf 495 m ü. NHN vor Waldkirchen-Raffelsberg

### BayernAtlas („BA“)
Amtliche Online-Gewässerkarte mit passendem Ausschnitt und den hier benutzten Layern: Lauf und Einzugsgebiet des Grillabachs

Allgemeiner Einstieg ohne Voreinstellungen und Layer: BayernAtlas der Bayerischen Staatsregierung (Hinweise)
1. 1 2  Höhe abgefragt auf dem Hintergrundlayer Amtliche Karte (Rechtsklick).

### Gewässerverzeichnis Bayern („GV“)
1. ↑  Länge nach: Verzeichnis der Bach- und Flussgebiete in Bayern – Flussgebiet Isar bis Inn, Seite 146 des Bayerischen Landesamtes für Umwelt, Stand 2016 (PDF; 3,3 MB) (Seitenzahl kann sich ändern.)
2. ↑  Einzugsgebiet nach: Verzeichnis der Bach- und Flussgebiete in Bayern – Flussgebiet Isar bis Inn, Seite 146 des Bayerischen Landesamtes für Umwelt, Stand 2016 (PDF; 3,3 MB) (Seitenzahl kann sich ändern.)

### Sonstige
1. ↑  Udo Bodemüller: Geographische Landesaufnahme: Die naturräumlichen Einheiten auf Blatt 175 Passau. Bundesanstalt für Landeskunde, Bad Godesberg 1971. → Online-Karte (PDF; 4,7 MB)